# Stazione di Hongdae-ipgu
La stazione di Hongdae-ipgu (홍대입구역 - 弘大入口驛, Hongdae-ipgu-yeok ) è un'importante stazione di interscambio della metropolitana di Seul in Corea del Sud, chiamata in inglese Hongik University station, in riferimento al campus dell'Università Hongik situato nei paraggi. Presso la stazione passano attualmente la linea 3, la linea AREX per raggiungere gli aeroporti di Seul, e dal 15 dicembre 2012 anche la linea Gyeongui con l'apertura della nuova sezione in sotterranea. La stazione si trova nella vivace zona di Hongdae, conosciuto punto di ritrovo dagli universitari di Seoul famosa per la musica di strada, i numerosi locali e le discoteche.

## Linee
Seoul Metro
● Linea 2
Korail
■ AREX
■ Linea Gyeongui-Jungang

## Struttura

### Metropolitana
La stazione è servita dalla linea circolare 2, gestita dalla Seoul Metro. La linea si trova al primo piano sotterraneo ed è dotata di porte di banchina con una piattaforma a isola centrale.
| 1 | ● Linea 2 | per Sicheong, Euljiro-3ga e Dongdaemun History & Culture Park     |
| 2 | ● Linea 2 | per Hapjeong, Dangsan, Yeongdeungpo-gucheong, Sindorim, e Macheon |

### Korail
I binari della linea AREX della Korail si trovano al quarto piano sotterraneo, con due banchine laterali con i binari al centro, protetti dalle porte di banchina. Quelli della linea Gyeongui si trovano invece al primo piano interrato, con due marciapiedi laterali e due binari passanti protetti da porte di banchina.
Linea AREX
| 1 | ■ AREX | per Gongdeok e Seul                                                     |
| 2 | ■ AREX | per Digital Media City, Gimpo Aeroporto, Gyeyang e Aeroporto di Incheon |

Linea Gyeongui-Jungang
| 1 | ■ Linea Gyeongui-Jungang | per Digital Media City, Haengsin, Daegok, Ilsan e Munsan |
| 2 | ■ Linea Gyeongui-Jungang | per Seogang e Gongdeok                                   |

## Stazioni adiacenti
| «                      | Servizio                | »                  |
| Linea 2                | Linea 2                 | Linea 2            |
| ---------------------- | ----------------------- | ------------------ |
| Hapjeong               | Locale                  | Sinchon            |
| AREX                   |                         |                    |
| Digital Media City     | Locale                  | Gongdeok           |
| Espresso: passaggio    |                         |                    |
| Linea Gyeongui-Jungang |                         |                    |
| Seogang                | Locale Espresso Jungang | Gajwa              |
| Gongdeok               | Espresso Yongsan        | Digital Media City |